# Chameliya Khola
Der Chameliya Khola (auch Chamaliya) ist ein etwa 90 km langer linker Nebenfluss der Mahakali in der Verwaltungszone Mahakali im äußersten Westen von Nepal.

## Verlauf
Der Chameliya Khola entsteht an der Südflanke des Api, dem höchsten Berg des Gurans Himal. Der Fluss wird von mehreren Gletschern gespeist. Er strömt in überwiegend südwestlicher Richtung durch den Vorderen Himalaya innerhalb des Distrikts Darchula. Im Unterlauf bildet er die Grenze zum südlich gelegenen Distrikt Baitadi. Der Chameliya Khola mündet schließlich an der indischen Grenze in die nach Süden strömende Mahakali. Das Einzugsgebiet umfasst ungefähr 1600 km².

## Wasserkraftnutzung
Ein 30-MW-Laufwasserkraftwerk am Mittellauf befindet sich seit mehreren Jahren im Bau. Das Wasserkraftprojekt umfasst einen Staudamm (⊙), an welchem das Flusswasser über eine Strecke von etwa 5 km über einen Stollen und eine Druckleitung zum abstrom gelegenen Kraftwerk (⊙) geleitet wird. Aufgrund verschiedener Probleme, darunter geologische und finanzielle, wurde der Fertigstellungstermin mehrmals verschoben.